# ФК Железничар Ниш
ФК Железничар је фудбалски клуб из Ниша, Србија. Клуб је основан 1928. године, угашен је 6. септембра 2009., а 2011. је обновљен и такмичење је почео од најнижег ранга. У првој сезони је заузео треће место у Другој Нишкој лиги и пласирао се у виши ранг, Прву Нишку лигу, која је пети такмичарски ниво српског фудбала.
1946. клуб је на кратко променио име у „14. октобар“ када је као финалиста првенства Србије промовисан у Прву савезну лигу Југославије, где је одиграо сезону 1946/47. и заузео 13. место од укупно 14 клубова и испао већ у првој сезони.